# Міккель Андерсен
Міккель Андерсен (дан. Mikkel Andersen, нар. 17 грудня 1988, Герлев) — данський футболіст, воротар клубу «Віборг».

## Клубна кар'єра
У дорослому футболі дебютував 2006 року виступами за команду «Академіск», в якій того року взяв участь у 7 матчах чемпіонату.
У січні 2007 року перейшов до англійського «Редінга», втім у новій команді майже не грав, більшість часу провівши в орендах у нижчолігових англійських клубах, а також у данському «Раннерсі». Лише після цього у сезоні 2014/15 Андерсен дебютував за «Редінг», за який зіграв три гри у Чемпіоншипі, а також по одній грі у кубку ліги та національному кубку.
У червні 2015 року Андерсен приєднався до чемпіона Данії, клубу «Мідтьюлланн». Там він провів свій перший сезон як основний воротар, але в наступному сезоні 2016/17 втратив місце. Через це влітку 2017 року Міккель залишив клуб і перейшов до суперника, клубу «Люнгбю». Там він змінив Єспера Гансена, який переїхав до «Мідтьюлланна» в те ж трансферне вікно і спочатку зміг закріпитися у статусі основного воротаря до кінця року, але вибув під час зимової перерви через травму на решту сезону, в кінці якого команда вилетіла з вищого дивізіону. Після вильоту Андерсен спочатку залишився в клубі, але потім прийняв пропозицію повернутися до «Мідтьюлланна» незабаром після початку наступного сезону в серпні 2018 року, але там був дублером Єспера Гансена, тим не менш виграв з командою чемпіонат і кубок.
У червні 2021 року Андерсен приєднався до клубу вищого дивізіону Норвегії «Бранн», однак після скандалу, який виник через те, що кілька гравців влаштували секс-вечірку на стадіону клубу, родині гравця почали погрожувати і воротар у серпні вирішив покинути команду, так і не провівши жодної гри. Через кілька днів Андерсен підписав дворічний контракт з «Віборгом». Станом на 10 січня 2023 року відіграв за команду з Віборга 6 матчів в національному чемпіонаті.

## Виступи за збірні
2007 року дебютував у складі юнацької збірної Данії (U-19), загалом на юнацькому рівні взяв участь у 3 іграх.
Протягом 2009—2011 років залучався до складу молодіжної збірної Данії. 2010 року у її складі був учасником Турніру у Тулоні, де провів чотири матчі і був визнаний найкращим воротарем турніру, а данці сталі фіналістами змагання. Наступного року був учасником молодіжного чемпіонату Європи 2011 року, що проходив на його батьківщині, де також був основним воротарем і зіграв усіх три гри, але данці посіли останнє місце у групі. Всього на молодіжному рівні зіграв у 14 офіційних матчах.

## Титули і досягнення
- Чемпіон Данії (1):

«Мідтьюлланн»: 2019/20
- Володар Кубка Данії (1):

«Мідтьюлланн»: 2018/19